# Brug 497
Brug 497 is een beweegbare brug in Amsterdam-Zuid.
De brug verbindt het Beatrixpark ter hoogte van de Artsenijhof met een voetpad aan de overzijde van de Boerenwetering aan de achterzijde van de RAI. De brug dateert uit 1971/1972. Op een luchtfoto is vastgelegd dat de brug er nog niet was op 28 maart 1971. Een foto van september 1972 laat de brug wel zien. De brug werd gebouwd voordat de Floriade 1972 hier werd gehouden.
De brug is een opvallende verschijning. De meeste bruggen over de Boerenwetering zijn van de hand van Dienst der Publieke Werken. Daar werkte tot 1952 Piet Kramer als bruggenarchitect. Zijn opvolgers Dick Slebos en Dirk Sterenberg lieten zich nog wel eens bij hun ontwerpen door Kramer inspireren. Echter niet in dit geval; de brug werd uitgevoerd als rolburg, een opmerkelijke verschijning in Amsterdam. Het beweegbare deel klapt niet open als bij een klapbrug of basculebrug) noch draait weg zoals bij een draaibrug, maar wordt via een railsysteem in de lengte van de brug verplaatst. Een logisch gevolg is dat de brug vlak is. Een gevolg is ook dat opening en sluiting nogal rumoerig is vanwege het schuiven, reden waarom deze brug na 21.00 uur niet (meer) bediend wordt. Een moeilijkheid is voorts dat de brug niet naar haar uiterlijk alleen aan een van de architecten toegewezen kan worden; het is een (relatief) unicum. De bestektekeningen laten de naam Dirk Sterenberg zien.

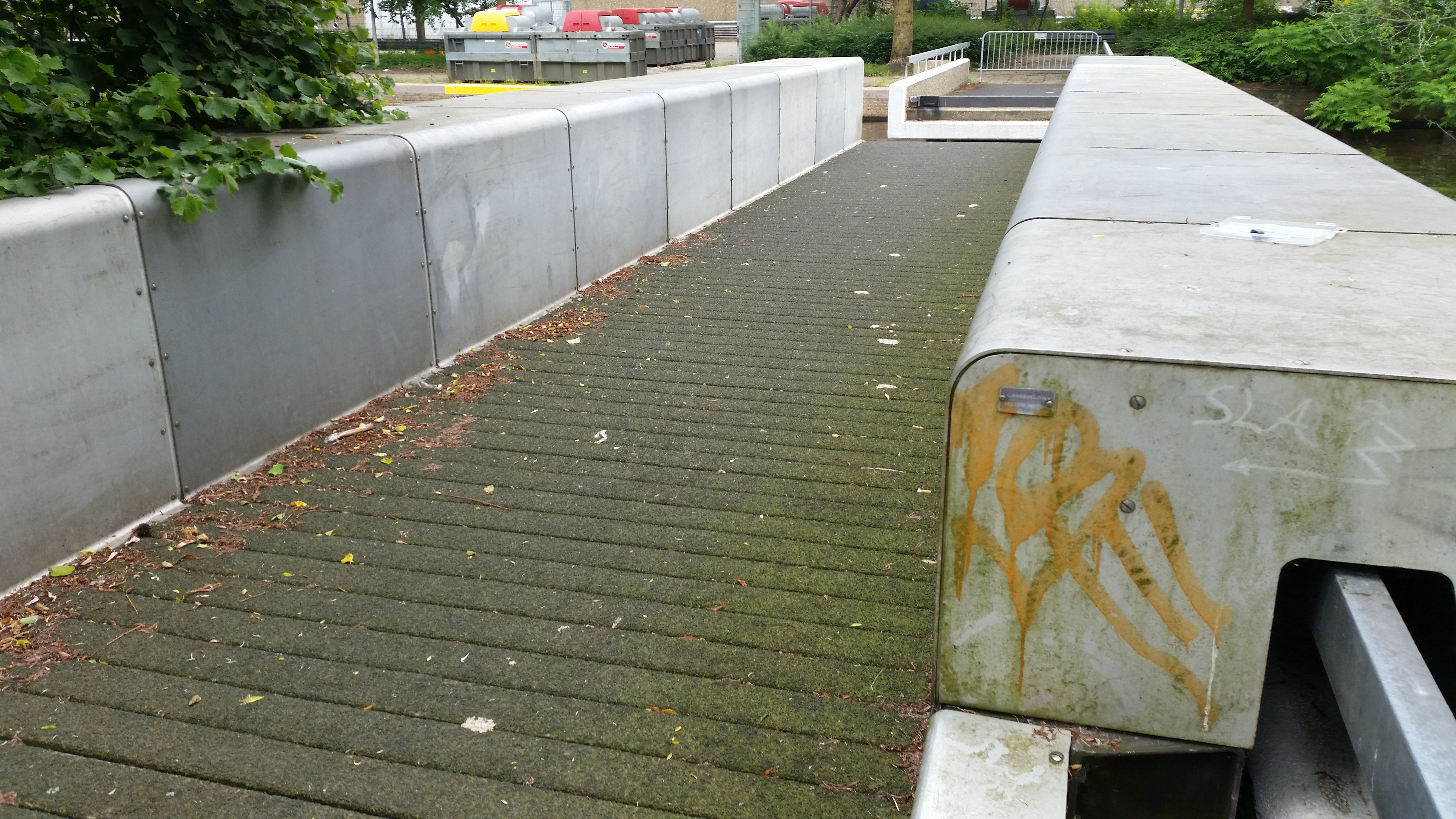
De “schuifconstructie” (juni 2018)

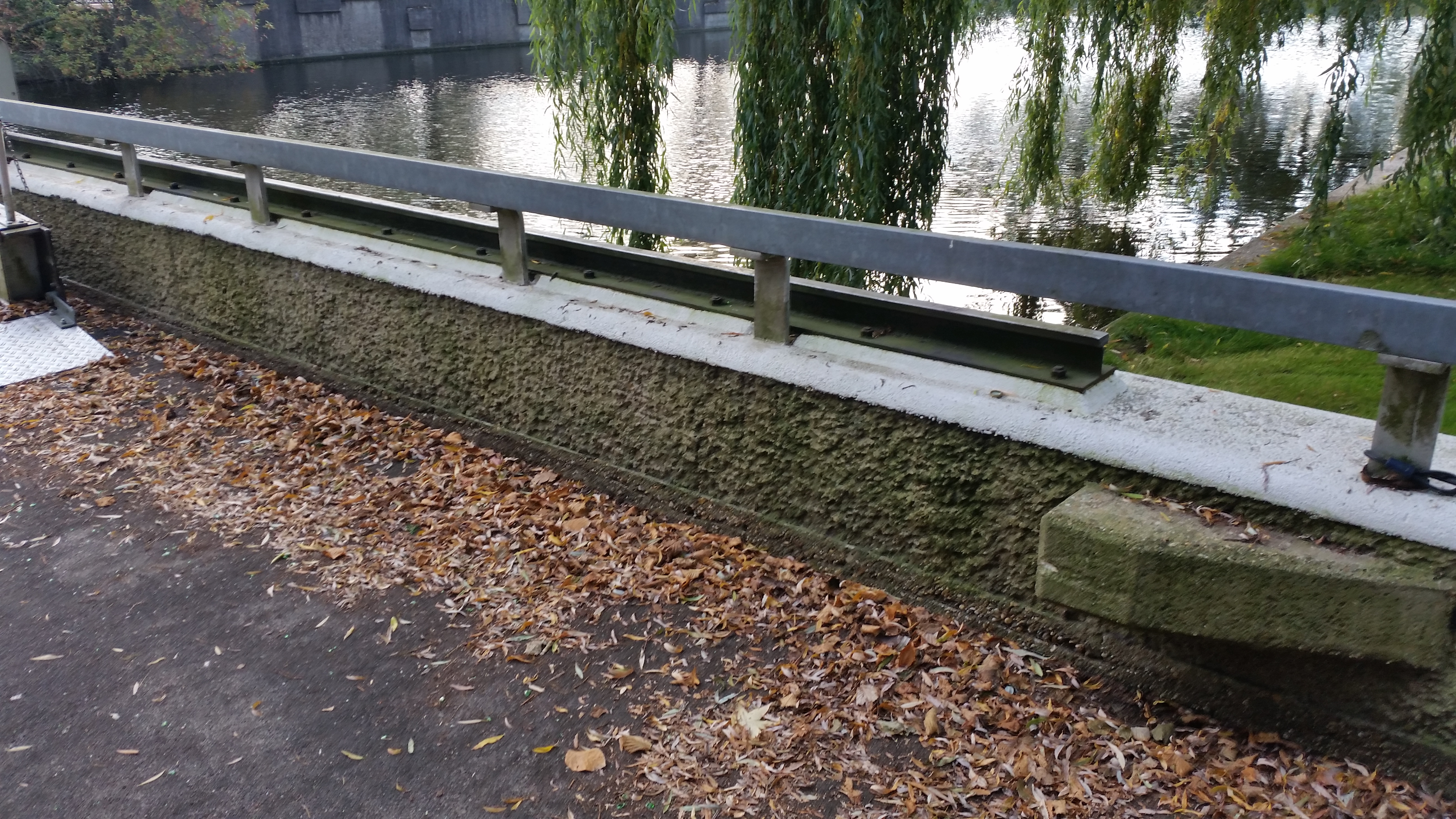
Het railsysteem (oktober 2018)

<<< · 400 · 401 · 402 · 403 · 404 · 405 · 406 · 407 · 408 · 409 · 410 · 411 · 413 · 414 · 415 · 416 · 417 · 418 · 419 · 420 · 421 · 422 · 423 · 424 · 425 · 427 · 429 · 430 · 431 · 432 · 433 · 434 · 435 · 436 · 437 · 438 · 439 · 440 · 441 · 442 · 443 · 444 · 445 · 446 · 447 · 448 · 449 · 450 · 451 · 452 · 453 · 454 · 455 · 456 · 457 · 458 · 459 · 460 · 461 · 462 · 463 · 464 · 465 · 466 · 469 · 470 · 471 · 472 · 473 · 474 · 475 · 476 · 478 · 479 · 480 · 482 · 483 · 485 · 486 · 487 · 488 · 489 · 490 · 491 · 492 · 493 · 494 · 495 · 496 · 497 · 499 · >>>
Brugnummers 412, 426, 428, 467, 468, 477, 481, 484 en 498 zijn niet (meer) vergeven.